# Ławeczka Jana Czekanowskiego w Szczecinie
Pomnik Jana Czekanowskiego w Szczecinie – współczesny pomnik wykonany przez Yossoufa Toure (pseudonim Derme) dla Szczecina. Upamiętnia Jana Czekanowskiego – polskiego antropologa i etnografa, zasłużonego w badaniach Afryki, który w ostatnim okresie życia przebywał w Szczecinie, gdzie zmarł. Pomnik został zaprojektowany w typie pomnika-ławeczki, w formie podróżnego kufra z siedzącą na nim postacią podróżnika.
Pomnik umieszczony został w jednej z alejek, w Parku Generała Andersa w centrum Szczecina.

## Historia
Pomnik został ufundowany przez instytucje naukowe i kulturalne Szczecina oraz przez osoby prywatne. Największy wkład w powstanie pomnika wniosły: Uniwersytet Szczeciński, Urząd Miasta Szczecin, Polskie Towarzystwo Afrykanistyczne i Stowarzyszenie Afryka Nowaka.
Pomnik wykonany został w Afryce przez Yossoufa Toure (pseudonim Derme) – artystę pochodzącego z Burkiny Faso. Drogą lotniczą przetransportowany został do Berlina, skąd trafił do Szczecina. Pomnik odsłonięto w maju 2012 roku.

## Opis
Pomnik przedstawia prof. Jana Czekanowskiego w pozycji siedzącej. Profesor ubrany jest w strój używany przez podróżników po Afryce w drugiej połowie XIX w. Kufer, który stanowi istotną część pomnika wzorowany jest na tego typu sprzętach z końca XIX w. Na kufrze umieszczono tabliczki z nazwami firm i instytucji, które przyczyniły się do powstania pomnika.  Całość wykonana została w czarno-złotej kolorystyce.
Pomnik nie jest ogrodzony i nie ma postumentu, a jego usytuowanie przy parkowej alejce pozwala na zajęcia wolnego miejsca na kufrze i wykonanie fotografii. Jest to pierwszy monument w formie „ławeczki pomnikowej” w Szczecinie.